# Liste des conseillers régionaux des Hauts-de-Seine
Pour un article plus général, voir Conseil régional d'Île-de-France.

## Mandature

### 2021-2028
Les Hauts-de-Seine comptent 34 conseillers régionaux sur les 209 élus qui composent l'assemblée du conseil régional d'Île-de-France issus des élections des 20 et 27 juin 2021.
| Identité | Identité                 | Parti | Groupe | Autres mandat ou fonction                                                               |
| -------- | ------------------------ | ----- | ------ | --------------------------------------------------------------------------------------- |
|          | Philippe Juvin           | LR    |        | Maire de La Garenne-Colombes Député de la 3e circonscription des Hauts-de-Seine         |
|          | Marie-Do Aeschlimann     | LR    |        | Adjointe au maire d'Asnières-sur-Seine                                                  |
|          | Jean-Didier Berger       | LR-SL |        | Maire de Clamart Président de l'établissement public territorial Vallée Sud Grand Paris |
|          | Armelle Juliard-Gendarme | UDI   |        | Adjointe au maire de Boulogne-Billancourt                                               |
|          | Geoffroy Didier          | LR    |        | Député européen                                                                         |
|          | Sophie Deschiens         | LR    |        | Adjointe à la maire de Levallois-Perret                                                 |
|          | Carl Segaud              | LR    |        | Maire de Châtenay-Malabry                                                               |
|          | Carine Martini-Pemezec   | LR    |        |                                                                                         |
|          | Bernard Gauducheau       | UDI   |        | Maire de Vanves                                                                         |
|          | Charlotte Baelde         | MoDem |        | Maire-adjointe de Montrouge                                                             |
|          | Denis Gabriel            | LR    |        | Adjoint au maire de Rueil-Malmaison                                                     |
|          | Anne-Louise Mesadieu     | LR    |        | Adjointe au maire de Chaville                                                           |
|          | Philippe Laurent         | UDI   |        | Maire de Sceaux Vice-président de la métropole du Grand Paris                           |
|          | Marion Jacob-Chaillet    | LR    |        | Adjointe au maire de Courbevoie                                                         |
|          | Pierre Deniziot          | LR    |        | Maire-adjoint de Boulogne-Billancourt                                                   |
|          | Sylvie Mariaud           | UDI   |        | Adjointe au maire de Bois-Colombes                                                      |
|          | Mathieu Cuip             | UCE   |        |                                                                                         |
|          | Nassera Hamza            | LR    |        | Adjointe au maire de Suresnes                                                           |
|          | Pascal Pelain            | UDI   |        | Maire de Villeneuve-la-Garenne                                                          |
|          | Sandra Liebmann-Monzani  | LR    |        |                                                                                         |
|          | Sébastien Guérin         | UDI   |        |                                                                                         |
|          | Florence de Pampelonne   | UDI   |        | Maire-adjointe de Meudon                                                                |
|          | Roberto Romero           | G·s   |        |                                                                                         |
|          | Nadège Azzaz             | PS    |        | Maire de Châtillon                                                                      |
|          | Vianney Orjebin          | LFI   |        | Adjoint au maire de Fontenay-sous-Bois                                                  |
|          | Élodie Bouzid            | EÉLV  |        |                                                                                         |
|          | Hadrien Laurent          | PRG   |        |                                                                                         |
|          | Charlotte Nenner         | EÉLV  |        |                                                                                         |
|          | Raphaël Qnouch           | LFI   |        |                                                                                         |
|          | Aurélie Taquillain       | LREM  |        | Conseillère municipale de Courbevoie                                                    |
|          | Thierry Solère           | LREM  |        | Député de la 9e circonscription des Hauts-de-Seine                                      |
|          | Carole Guillerm          | MoDem |        | Conseillère municipale de Châtillon                                                     |
|          | Patrick Yvars            | RN    |        |                                                                                         |
|          | Marie-Caroline Le Pen    | RN    |        |                                                                                         |

Note
1. ↑  Depuis le 4 mai 2025, en remplacement de Wallerand de Saint-Just rendu inéligible[1],[2].

### 2015-2021
Les Hauts-de-Seine comptent 32 conseillers régionaux sur les 209 élus qui composent l'assemblée du conseil régional d'Île-de-France, issue des élections des 6 et 13 décembre 2015.
Composition par ordre décroissant du nombre d'élus :
- Les Républicains : 13 élus
- Union des démocrates et indépendants : 6 élus
- Parti Socialiste : 5 élus
- Europe Écologie Les Verts : 2 élus
- Front National : 2 élus
- Mouvement Démocrate : 2 élus
- Cap21: 1 élu
- Front de Gauche : 1 élu

|  | Identité                      | Parti | Groupe                                                                                           | Autres mandats                                           |
|  | ----------------------------- | ----- | ------------------------------------------------------------------------------------------------ | -------------------------------------------------------- |
|  | Marie-Do Aeschlimann,         | LR    | Les Républicains                                                                                 | Adjointe au maire d'Asnières sur Seine                   |
|  | Nadège Azzaz,                 | PS    | Socialiste, Républicain et apparentés                                                            | Conseiller municipal de Châtillon                        |
|  | Charlotte Baelde,             | MoDem | Centre et Démocrates                                                                             | Conseillère municipale de Montrouge                      |
|  | Marie-Odile Bertella-Geffroy, | EELV  | Europe Écologie Les Verts et apparentés                                                          |                                                          |
|  | Caroline Carmantrand,         | LR    | Les Républicains                                                                                 | Adjoint au maire d'Asnières-sur-Seine                    |
|  | Caroline Coblentz,            | LR    | Les Républicains                                                                                 | Conseiller municipal de Colombes                         |
|  | Nicola D'Asta,                | PS    | Socialiste, Républicain et apparentés                                                            | Conseiller municipal de Suresnes                         |
|  | François Damerval,            | Cap21 | Europe Écologie Les Verts et apparentés                                                          |                                                          |
|  | Pierre Deniziot,              | LR    | Les Républicains                                                                                 | Adjoint au maire de Boulogne-Billancourt                 |
|  | Sophie Deschiens,             | LR    | Les Républicains                                                                                 | Adjoint au maire de Levallois-Perret                     |
|  | Geoffroy Didier,              | LR    | Les Républicains                                                                                 |                                                          |
|  | Denis Gabriel,                | LR    | Les Républicains                                                                                 | Adjoint au Maire de Rueil-Malmaison                      |
|  | Bernard Gauducheau,           | UDI   | Union des Démocrates et Indépendants                                                             | Maire de Vanves                                          |
|  | Pascal Giafferi,              | MoDem | Centre et Démocrates                                                                             | Conseiller municipal de Sèvres                           |
|  | Chantal Jouanno,              | UDI   | Union des Démocrates et Indépendants                                                             | Sénateur de Paris                                        |
|  | Samia Kasmi,                  | EELV  | Europe Écologie Les Verts et apparentés                                                          | Conseiller municipal de Nanterre                         |
|  | Jean-Lin Lacapelle,           | FN    | FN - IDF Bleu Marine                                                                             |                                                          |
|  | Philippe Laurent,             | UDI   | Union des Démocrates et Indépendants                                                             | Maire de Sceaux                                          |
|  | Béatrice de Lavalette,        | UDI   | Union des Démocrates et Indépendants                                                             | Adjoint au maire de Suresnes                             |
|  | Arnaud Le Clere,              | LR    | Les Républicains                                                                                 | Conseiller municipal de Meudon                           |
|  | Catherine Lime-Biffe,         | PS    | Socialiste, Républicain et apparentés                                                            | Conseiller municipal de Chaville                         |
|  | Philippe Lorec,               | LR    | Les Républicains                                                                                 | Premier adjoint au maire de Bourg la Reine               |
|  | Axel Loustau,                 | FN    | FN - IDF Bleu Marine                                                                             |                                                          |
|  | Céline Malaisé,               | FG    | Front de Gauche, Parti communiste français, Parti de gauche, Ensemble et République & socialisme |                                                          |
|  | Benoît Marquaille,            | PS    | Socialiste, Républicain et apparentés                                                            |                                                          |
|  | Carine Martini-Pemezec,       | LR    | Les Républicains                                                                                 |                                                          |
|  | Anne-Louise Mesadieu,         | LR    | Les Républicains                                                                                 |                                                          |
|  | Brice Nkonda,                 | UDI   | Union des Démocrates et Indépendants                                                             | Conseiller municipal de Gennevilliers                    |
|  | Christine Quillery,           | UDI   | Union des Démocrates et Indépendants                                                             | Adjoint au maire de Clamart                              |
|  | Roberto Romero,               | PS    | Socialiste, Républicain et apparentés                                                            |                                                          |
|  | Thierry Solère,               | LREM  | Les Républicains                                                                                 | Député de la neuvième circonscription des Hauts-de-Seine |
|  | Jean Spiri,                   | LR    | Les Républicains                                                                                 | Adjoint au maire de Courbevoie                           |

### 2010-2015
Les Hauts-de-Seine comptent 29 conseillers régionaux sur les 209 élus qui composent l'assemblée du conseil régional d'Île-de-France, issue des élections des 14 et 21 mars 2010.
Composition par ordre décroissant du nombre d'élus :
- Europe Écologie : 7 élus (sont distingués ceux élus en tant que verts et en tant que candidats d'ouverture, mais en cours de mandat tous ont rejoint EÉLV)
- UMP : 7 élus
- PS : 6 élus
- NC : 3 élus
- PR : 2 élus
- PCF : 1 élu
- PG : 1 élu
- MUP: 1 élu
- Nouvelle Donne : 1 élu

| Identité                    | Étiquette          | Groupe                                                           | Autres mandats/fonctions                                                 |
| --------------------------- | ------------------ | ---------------------------------------------------------------- | ------------------------------------------------------------------------ |
| Marie-Dominique Aeschlimann | UMP                | Majorité présidentielle                                          | Conseillère municipale d'Asnières-sur-Seine                              |
| Francine Bavay              | Les Verts          | Europe Écologie - Les Verts                                      |                                                                          |
| Jean-Didier Berger          | UMP                | Majorité présidentielle                                          | Conseiller municipal de Clamart                                          |
| Béatrice de la Valette      | NC                 | Nouveau Centre et app.                                           | Adjointe au maire de Suresnes                                            |
| Sophie Deschiens            | UMP                | Majorité présidentielle                                          | Adjointe au maire de Levallois-Perret                                    |
| Françoise Diehlmann         | EÉ                 | Europe Écologie - Les Verts                                      |                                                                          |
| Laurent Dumond              | MUP                | PRG et MUP                                                       | Vice-président de la communauté d'agglomération de Cergy-Pontoise        |
| Gérard Feldzer              | EÉ                 | Europe Écologie - Les Verts                                      |                                                                          |
| Denis Gabriel               | UMP                | Majorité présidentielle                                          | Adjoint au maire de Rueil-Malmaison                                      |
| Bernard Gauducheau          | NC puis UDI        | Nouveau Centre et app.                                           | Maire de Vanves                                                          |
| Aurore Gillmann             | PS                 | Parti socialiste et app.                                         | Conseillère municipale de Suresnes                                       |
| Mireille Gitton             | PRG puis PR (2014) | PRG et MUP puis Union des démocrates et indépendants (2014-2015) | Maire adjointe de Clichy                                                 |
| Ziad Goudjil                | EÉ                 | Europe Écologie - Les Verts                                      |                                                                          |
| Roger Karoutchi             | UMP                | Majorité présidentielle                                          | Adjoint au maire de Villeneuve-la-Garenne                                |
| Pierre Larrouturou          | EÉ puis PS puis ND | Europe Écologie - Les Verts puis Non inscrit                     |                                                                          |
| Pascale Le Néouannic        | PG                 | Front de gauche et alternatifs                                   | Conseillère municipale d'Antony                                          |
| Frédéric Lefebvre           | UMP                | Majorité présidentielle                                          | Secrétaire d'État chargé du Commerce (novembre 2010 - mai 2012)          |
| Marc Lipinski               | Les Verts          | Europe Écologie - Les Verts                                      |                                                                          |
| Roxana Maracineanu          | PS                 | Parti socialiste et app.                                         |                                                                          |
| Benoît Marquaille           | PS                 | Parti socialiste et app.                                         |                                                                          |
| Gabriel Massou              | PCF                | Front de gauche                                                  | Conseiller municipal de Villeneuve-la-Garenne                            |
| David Mbanza                | Les Verts          | Europe Écologie - Les Verts                                      | Conseiller municipal de Bois-Colombes                                    |
| Ségolène Missoffe           | NC                 | Nouveau Centre et apparentés                                     |                                                                          |
| Martine Paresys             | UMP                | Majorité présidentielle                                          | Maire-adjointe de Bourg-la-Reine                                         |
| Catherine Ribes             | EÉ                 | Europe Écologie - Les Verts                                      |                                                                          |
| Roberto Romero              | PS                 | Parti socialiste et app.                                         |                                                                          |
| Judith Shan                 | PS                 | Parti socialiste et app.                                         |                                                                          |
| Rama Yade                   | PR                 | Majorité présidentielle                                          | Secrétaire d'État chargée des Sports, conseillère municipale de Colombes |

#### Conseillers démissionnaires en cours de mandat
| Identité              | Étiquette | Groupe                       | date / motif de la démission   | remplacé par           |
| --------------------- | --------- | ---------------------------- | ------------------------------ | ---------------------- |
| Hélène Gassin         | EÉ        | Europe Écologie - Les Verts  | Nomination à la CRE            | Ziad Goudjil (EELV)    |
| Philippe Kaltenbach   | PS        | Parti Socialiste et app.     | fin janvier 2012, élu au Sénat | Laurent Dumond (MUP)   |
| Sébastien Pietrasanta | PS        | Parti Socialiste et app.     | 19/07/2012 cumul élu député    | Marie-Laure Meyer (PS) |
| André Santini         | NC        | Nouveau Centre et apparentés | 23/07/2010, cumul de mandats   | Ségolène Missoffe (NC) |

### 2004-2010
Les Hauts-de-Seine comptent 29 conseillers régionaux sur les 209 élus qui composent l'assemblée du conseil régional d'Île-de-France, issue des élections des 21 et 28 mars 2004.
Composition par ordre décroissant du nombre d'élus :
- PS : 8 élus
- UMP : 6 élus
- MoDem : 6 élus
- PCF : 3 élus
- Verts : 3 élus
- FN : 1 élue
- PRG : 1 élu
- MRC : 1 élu

| Identité                    | Parti      |
| --------------------------- | ---------- |
| Marie-Dominique Aeschlimann | UMP        |
| Lysiane Alezard             | PCF        |
| Francine Bavay              | Verts      |
| Chantal Brault              | MoDem      |
| Catherine Candelier         | Verts      |
| Antoine Dupin               | MoDem      |
| Elisabeth Gourevitch        | PS         |
| Philippe Kaltenbach         | PS         |
| Roger Karoutchi             | UMP        |
| François Kosciusko-Morizet  | UMP        |
| Dominique Lafon             | PS puis PG |
| Pascale Le Néouannic        | PS puis PG |
| Marine Le Pen               | FN         |
| Frédéric Lefebvre           | UMP        |
| Leila Leghmara              | NC         |
| Bernard Lehideux            | MoDem      |
| Jean Levain                 | PRG        |
| Marc Lipinski               | Verts      |
| Maurice Lobry               | PS         |
| Christine Mame              | UMP        |
| Gabriel Massou              | PCF        |
| Marie-Laure Meyer           | PS         |
| Sébastien Pietrasanta       | PS         |
| Dorothée Pineau             | MoDem      |
| Lucile Schmid               | PS         |
| Jean-Yves Sénant            | UMP        |
| Claire Villiers             | PCF        |
| Guillaume Vuilletet         | MRC        |
| Catherine Tripon            | MoDem      |